# Pentagonia macrophylla
Pentagonia macrophylla är en måreväxtart som beskrevs av George Bentham. Pentagonia macrophylla ingår i släktet Pentagonia och familjen måreväxter. IUCN kategoriserar arten globalt som akut hotad. Inga underarter finns listade i Catalogue of Life.